# Liste des grands-ducs de Finlande
De 1157 à 1809, la Finlande fut colonisée et évangélisée par la Suède dont les rois furent aussi Prince de Finlande jusqu'au 17 septembre 1809 date à laquelle la Finlande fut donnée à la Russie par le traité d'Hamina, devenant un grand-duché autonome jusqu'au 6 décembre 1917 jour de la déclaration d'indépendance de la Finlande.

## Princes de Finlande
De 1157 à 1809 : la Finlande est colonie suédoise.

## Grands-ducs de Finlande
| Grand Duc | Grand Duc                         | Règne     |
| --------- | --------------------------------- | --------- |
|           | Alexandre Ier (1777–1825)         | 1809–1825 |
|           | Nicolas Ier (1796–1855)           | 1825–1855 |
|           | Alexandre II (1818–1881)          | 1855–1881 |
|           | Alexandre III (1845–1894)         | 1881–1894 |
|           | Nicolas II (1868–1918)            | 1894–1917 |
|           | Michel Alexandrovitch (1878–1918) | 1917–1917 |